# Имри, Йосеф
Йосеф Имри (23 февраля 1939, Тель-Авив — 29 мая 2018) — израильский физик. Эмерит-профессор Института Вейцмана, член НАН Израиля (2002), иностранный член НАН США (2008), почётный член Индийской АН (2007). Лауреат премии Израиля (2001) и премии Вольфа (2016).

## Биография
Окончил с отличием Еврейский университет в Иерусалиме (магистр наук, 1961).
Степень доктора философии получил в Институте Вейцмана в 1966 году.
В 1961—1962 годах служил в армии, первый лейтенант. В 1962—1967 годах исследователь Israel Atomic Energy Commission.
В 1967—1969 гг. постдок в Корнеллском университете (США).
С 1969 по 1986 год в Тель-Авивском университете: старший лектор, ассоциированный профессор, профессор.
С 1986 по 2007 год профессор физики в Институте Вейцмана, затем эмерит, в 1988—2009 годах занимал кафедру Макса Планка, в 1995—2002 годах возглавлял центр теоретической физики, в 2001—2004 годах возглавлял центр нанофизики.
В 1985—1992 годах заслуженный научный советник IBM.
В 2002—2007 годах советник по нанонауке президента Университета имени Бен-Гуриона.
В 1996—2002 годах член редсовета Annals of Physics.
Был женат, две дочери, внуки.
Член Израильского физического общества и австрийской Европейской академии наук и искусств, а также парижской European Academy of Arts, Sciences and Humanities.
Фелло Американского физического общества.

## Награды
- Премия Ландау, Тель-Авив (1983)
- Премия Вейцмана, Тель-Авив (1987)
- Премия IBM (1987)
- Премия Гумбольдта (1993)
- Ротшильдская премия (1996)
- Премия Израиля (2001)
- Премия ЭМЕТ (2006)
- Премия Вольфа (2016)

## Публикации на русском языке
- Имри Й. Введение в мезоскопическую физику = Introduction to Mesoscopic Physics. — Пер. с англ.. — М.: Физматлит, 2002.